# Aural Vampire
Gli Aural Vampire sono un gruppo musicale darkwave giapponese formatosi a Tokyo nel 2004.

## Formazione
- EXO-CHIKA - voce
- RAVEMAN - strumenti vari

2012 - Presente
- Wu-CHY - Basso
- Higuchuuhei - Chitarra Elettrica
- ZEN - Tastiera
- IZU - Drums

## Discografia
Album studio
- Vampire Ecstasy (2004)
- Zoltank (2010)
- Razors on Backstreet (2014)
- MIMIC YOUR HAIRSYLE (2015)

EP
- Death Folder (2005)
- Aural Vampire (2008)
- Kerguelen Vortex (2011)
- Ninja vs Amazones (2018)
- WANI (2023)

Singoli
- BOSS ON PARADE (Aural Vampire's BLAST-O-MATIC) (With Dj Technorch, 2007)
- Blood (Feat. EXO-CHIKA) (Con BLOOD, 2008)
- Freeeze! (2009)
- Soloween (2012)
- Mainazuma 13 (Con Dj Technorch, 2017)
- Bloodline 血統 2091 (Di Megahit feat. Aural Vampire, 2021)
- ROBOT HARDCORE (By RAVEMAN, 2021)

## Collaborazioni
EXO-CHIKA ha fatto un'apparizione come ospite nel video promozionale della band Visual Kei "AND -Eccentric Agent-" per il brano LIBERATE.
Aural Vampire ha composto la canzone Nosaru per il videogioco Let It Die di Grasshopper Manufacture e GungHo Online Entertainment.
RAVEMAN ha composto la maggior parte dei brani nell'album: code:Real (2023) del trio QueeenMarionette.